# منگامونیس
منگامونیس دهستانی در استان آبیلای اسپانیا است.
در این دهستان ۶۶ نفر زندگی می‌کنند. مساحت این دهستان ۱۱٫۷۲ کیلومتر مربع است.